# Vécsey József (lelkész)
Hernádvécsei Vécsey József (Pamlény, 1760 körül – Kapoly, 1821. december 14.) református lelkész.

## Élete
Vécsey István és Regmeczy Judit fia. Elemi iskolai tanulmányait Kazincon végezte, 1769-től Sárospatakon tanult, ahol elvégezte tanulmányait, majd nevelő volt másfél évig Lőcsén. Ezután Sárospatakon köztanítói tisztet viselt, a német nyelvet oktatta. 1787-ben akadémiai rektornak ment Aszalóra; ahonnét három év múlva külföldre ment és egy évig az erlangeni egyetemre járt. Hazatérve 1791 decemberétől inkei, 1793 tavaszától nagyszokolyi, 1796-tól kapolyi lelkész volt. Ez állásáról betegsége miatt 1802-ben lemondott; amikor pedig 1803-ban meggyógyult, Nagycsepelyen lett előbb helyettes, majd rendes lelkész, míg 1804-ben ismét a kapolyi egyház hívta meg. Ugyanezen évben a Külső-Somogyi egyházmegye tanácsbírává választotta.

## Munkái
- Okos méhész. Pest, 1816.
- A keresztyén erkölcsi tudomány renddel prédikátziókban foglalva. Németből készítette. Győr, 1796-1803. Hat kötet.